# Гвардейский акцент
Гвардейский акцент, гвардейское произношение, гвардейский выговор — манера произношения, присущая гвардейцам, армейской элите в дореволюционной России.
Гвардейскому выговору дают разноречивые характеристики. Историк Лапин указывает, что в выговоре звук «р» менялся на «г» или «й», звук «л» мягко «проглатывался» или заменялся на «г». Например, генерал Чижиков, справляясь об обстановке в 1905 г., спрашивал: «Всюду в акгестности агьяйные беспогядки: бьягопоючно ги у вас?». Также главной чертой называется произнесение «э» вместо «о» и «а». В «Поединке» Куприна Бобетинский говорил «вычурным тоном, подражая, как он сам думал, гвардейской золотой молодежи»: «…без фэмильярностей. Чтэ это тэкое — дорогой, тэкой-сякой…», кадеты «говорили, картавя и ломаясь и заменяя „а“ и „о“ оборотным „э“, что придавало их разговору оттенок какой-то карикатурной гвардейской расслабленности… — Этэ мэльчишество! Я вэм, мэлэдой чээк, все ушонки эбэрву!». Ю. Н. Данилов пишет, что выговору свойственны растягивание слов и чрезмерное грассирование (французское произношение звука «р»), а его изобретение приписывается князю Николаю Николаевичу Старшему. По Хорошиловой петербургские офицеры переняли мягкую картавость Александра II, превратив её в модный «гвардейский акцент», которому были свойственны грассирование, произношение в нос, растягивание гласных, и притом речь была сдобрена французскими словами. После революции гвардейский выговор вместе с эмигрантами перешёл за границу и «звучал в парижском Морском собрании, на вечерах союзов преображенцев и кавалергардов, в ресторанных фойе и таксомоторах. С „гвардейским акцентом“ читал „Другие берега“ Владимир Набоков».
Мемуаристы отмечают едва различимый гвардейский акцент в речи Николая II. Генерал Ю. Н. Данилов: «в речи императора Николая слышался едва уловимый иностранный акцент, становившийся более заметным при произношении им слов с русской буквой „ять“»; депутат Государственной думы В. В. Шульгин: «Государь говорил негромко, но очень явственно и чётко. Голос у него был низкий, довольно густой, а выговор — чуть-чуть с налётом иностранных языков. Он мало выговаривал „ѣ“, почему последнее слово звучало не как „крѣпла“, а почти как „крепла“».